# استورتینگه
استورتینگه (به نروژی: Stortinget) (تلفظ [²stu:ʈiŋə]) یا استورتینگ، که به نروژی معنی «چیز بزرگ» می‌دهد، قوهٔ مقننهٔ عالی کشور نروژ است و در سال ۱۸۱۴ در قانون اساسی نروژ تأسیس شد. پارلمان در اسلو، پایتخت، واقع شده‌است، مجلس مقننه، که همان نظام تک‌مجلسی است، ۱۶۹ عضو دارد و هر ۴ سال انتخاب صورت می‌گیرد و بر اساس لیست حزب نمایندگی تناسبی در ۱۹ حوزه نمایندگی تناسبی برگزار می‌شود.
۱۵۰ نماینده مستقیماً از ۱۹ حوزهٔ انتخابیه وارد مجلس می‌شوند؛ ۱۹ کرسی دیگر بین احزابی که از حد نصاب ۴ درصد آرا در سطح کشور عبور کرده باشند، توزیع می‌شود تا سهم احزاب از کرسی‌ها متناسب‌تر با سهمشان از آرای مردمی در سطح کشور باشد.

## نگارخانه

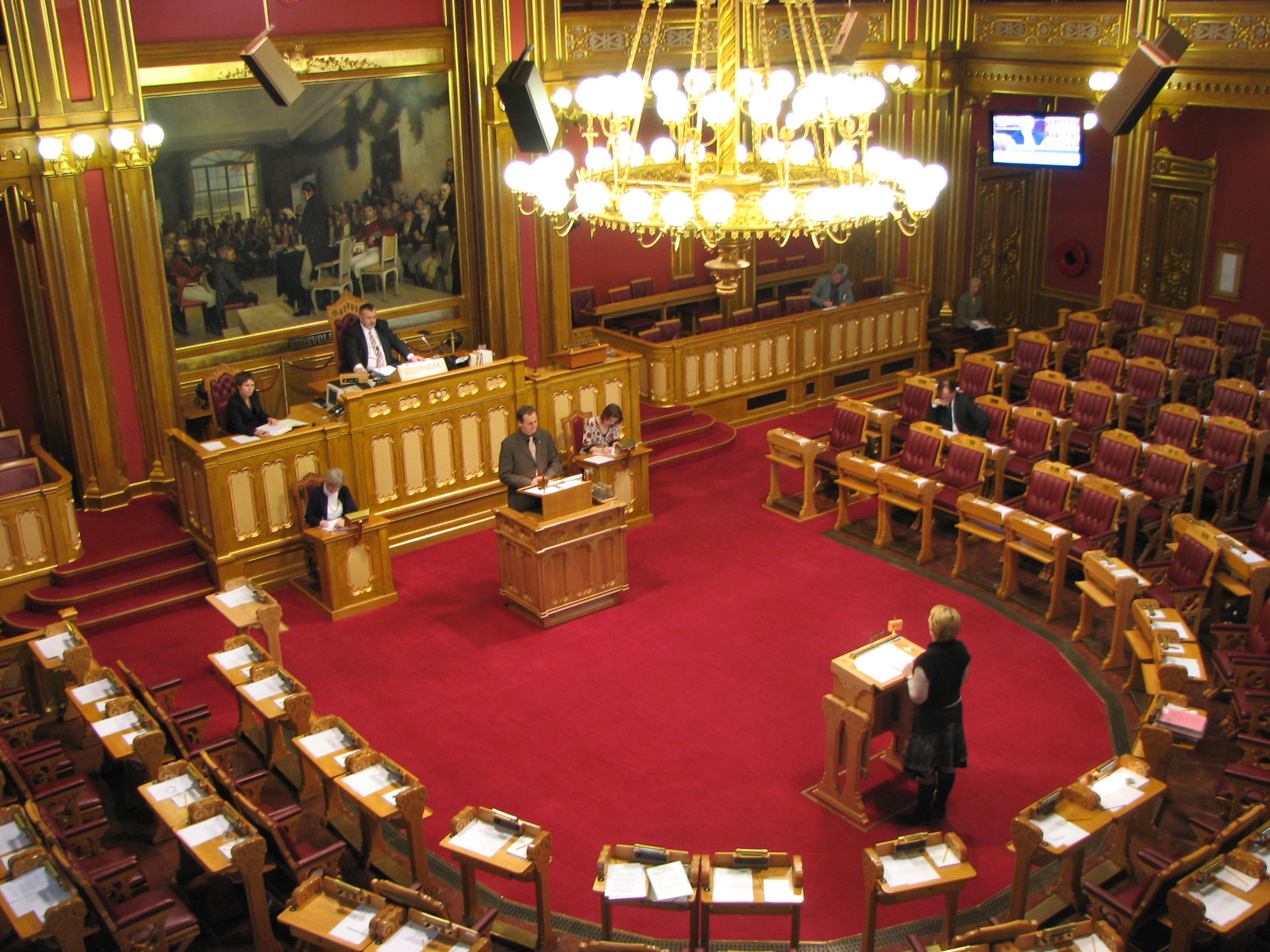
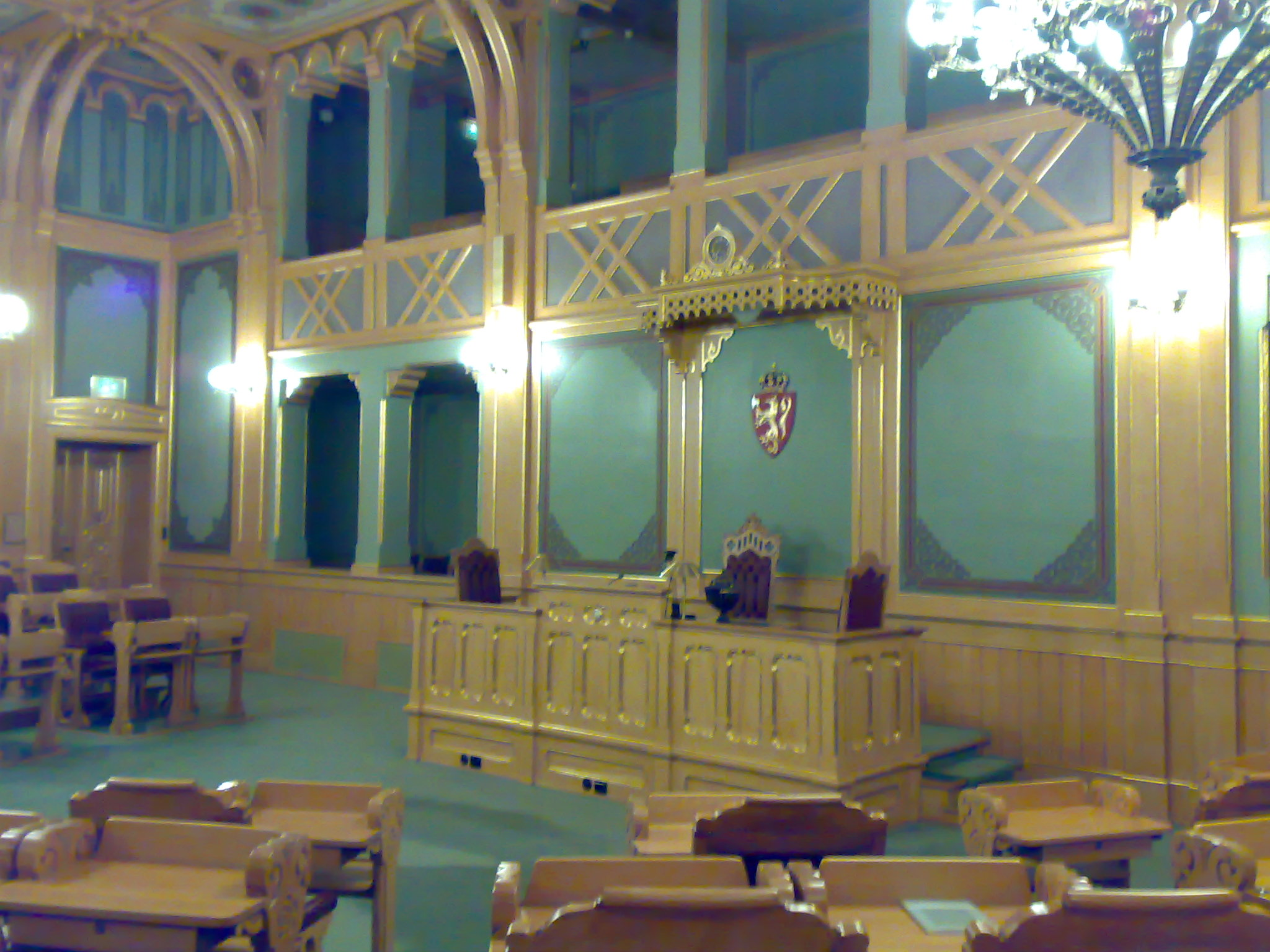